# Минало несвършено време
Минало несвършено време (лат. имперфект) е глаголно време, което изразява действие, случващо се в определен минал момент. Действието е започнало преди този минал момент и е продължило след него. Няма значение дали действието е продължило до момента на говорене, или е свършило преди това: минало несвършено време въобще не показва отношение на действието към сегашния момент (момента на говорене).
Минало несвършено време имат както глаголите от несвършен вид, така и тези от свършен вид.

## Образуване
Формите на глагол в минало несвършено време се получават с помощта на следните окончания за лице и число:
|      | ед.ч. | мн.ч. |
| ---- | ----- | ----- |
| 1 л. | -х    | -хме  |
| 2 л. | -ше   | -хте  |
| 3 л. | -ше   | -ха   |

От тази таблица се вижда, че съвпадат формите за второ и трето лице, единствено число, минало несвършено време:
- ти четеше – той/тя/то четеше;
- ти играеше – той/тя/то играеше;
- ти мислеше – той/тя/то мислеше;
- ти вървеше – той/тя/то вървеше;
- ти гледаше – той/тя/то гледаше.

Гласната пред окончанието зависи от спрежението на глагола.

### Първо и второ спрежение
Към първо и второ спрежение се числят глаголите, които в 3 л. ед.ч. сег.вр. завършват на -е или -и. Примери:
- чета – чете (I спрежение);
- пиша – пише (I спрежение);
- ходя – ходи (II спрежение);
- стоя – стои (II спрежение);
- мълча – мълчи (II спрежение).

Формата на глагола за 1 л. ед.ч. мин.несв.вр. се получава от формата за 3 л. ед.ч. сег.вр. чрез замяна на основната гласна (е или и) с някой от завършеците -ах, -ях, -ех, като само х е окончание, а гласната пред х е част от глаголната основа на минало несвършено време. Формата за 1 л. ед.ч. мин.несв.вр. завършва на:
- -ех, когато гласната е неударена;
- -ах, когато гласната е ударена и пред нея стои шушкава съгласна (ж, ш, ч, дж);
- -ях, когато гласната е ударена и пред нея не стои шушкава съгласна.

Примери за получаване на формата за 1 л. ед.ч. мин.несв.вр. от формата за 3 л. ед.ч. сег.вр.:
|     | I спрежение           | I спрежение             | II спрежение          | II спрежение            |
|     | 3 л. ед.ч. сег. време | 1 л. ед.ч. мин.несв.вр. | 3 л. ед.ч. сег. време | 1 л. ед.ч. мин.несв.вр. |
| --- | --------------------- | ----------------------- | --------------------- | ----------------------- |
| –ех | ка̀пе обу̀е мо̀же        | ка̀пех обу̀ех мо̀жех       | мѝсли устро̀и пъ̀ржи    | мѝслех устро̀ех пъ̀ржех   |
| –ах | сечѐ речѐ течѐ        | сеча̀х реча̀х теча̀х       | дължѝ грешѝ мълчѝ     | дължа̀х греша̀х мълча̀х    |
| –ях | четѐ умрѐ прострѐ     | четя̀х умря̀х простря̀х    | търпѝ стоѝ таѝ        | търпя̀х стоя̀х тая̀х       |

Както се вижда, при преминаване от сегашно към минало несвършено време ударението не се мести.
Причината за начина на формообразуване е в това, че основната гласна на минало несвършено време е променливо я. Когато е неударено, то се прегласява в е, затова завършекът -ях е ударен, а -ех не е. Във 2 и 3 л. ед.ч. на минало несвършено време пред окончанието -ше променливото я също се прегласява в е, тъй като сричката -ше съдържа двойна мекост (меката гласна е и шушкавата съгласна ш, която в миналото е била мека). Ето защо във 2 и 3 л. ед.ч. на минало несвършено време двата завършека (-ях и -ех) приемат една и съща форма (-еше). Обаче пред окончанията -хме и -хте променливото я не се прегласява в е, тъй като някога тези окончания са съдържали ер голям след звука х, поради което не е имало условия за преглас на я в е. Ето защо глаголите, които в 1 л. ед.ч. на минало несвършено време завършват на -ях, в 1 и 2 л. мн.ч. завършват понастоящем на -яхме и -яхте съответно
(а -ех се променя в -ехме и -ехте съответно).
Когато основната гласна е ударена и според горните разсъждения трябва да бъде я, но пред нея стои шушкава съгласна, тогава я се заменя с а, тъй като шушкавите съгласни понастоящем са винаги твърди в българския книжовен език. Така формите на глагола за минало несвършено време завършват на -ах, -ахме, -ахте, -аха; обаче пред -ше пак настъпва преглас и съответните форми завършват на -еше. Тоест всички глаголи от I и II спрежение завършват на -еше във 2 и 3 л. ед.ч. на минало несвършено време.
Примери:
| спрежение  | I спрежение | I спрежение | I спрежение | II спрежение | II спрежение | II спрежение | II спрежение | II спрежение |
| ---------- | ----------- | ----------- | ----------- | ------------ | ------------ | ------------ | ------------ | ------------ |
| 1 л. ед.ч. | четя̀х       | сеча̀х       | ка̀пeх       | търпя̀х       | стоя̀х        | мълча̀х       | мѝслeх       | устро̀ех      |
| 2 л. ед.ч. | четѐше      | сечѐше      | ка̀пeше      | търпѐше      | стоѐше       | мълчѐше      | мѝслeше      | устро̀еше     |
| 3 л. ед.ч. | четѐше      | сечѐше      | ка̀пeше      | търпѐше      | стоѐше       | мълчѐше      | мѝслeше      | устро̀еше     |
| 1 л. мн.ч. | четя̀хме     | сеча̀хме     | ка̀пeхме     | търпя̀хме     | стоя̀хме      | мълча̀хме     | мѝслeхме     | устро̀ехме    |
| 2 л. мн.ч. | четя̀хте     | сеча̀хте     | ка̀пeхте     | търпя̀хте     | стоя̀хте      | мълча̀хте     | мѝслeхте     | устро̀ехте    |
| 3 л. мн.ч. | четя̀ха      | сеча̀ха      | ка̀пeха      | търпя̀ха      | стоя̀ха       | мълча̀ха      | мѝслeха      | устро̀еха     |

Основната гласна е част от основата, а не от окончанието.
Дълго време са били приемани (макар и като непрепоръчителни) дублетни форми с ударен завършек –ѐх в 1 л. ед.ч. в следните случаи:
- Вместо -я̀х, когато пред я има гласна: стоя̀х и стоѐх, броя̀х и броѐх и т.н.
- Вместо -а̀х, когато пред а има шушкава съгласна: мълча̀х и мълчѐх, жужа̀х и жужѐх и т.н.

Такива дублети са били допускани (макар и като непрепоръчителни) във всички лица и числа на минало несвършено време, чиито окончания съдържат х (стоя̀хме и стоѐхме, мълча̀ха и мълчѐха), а също и при миналите несвършени деятелни причастия (стоя̀л и стоѐл, жужа̀ли и жужѐли).
Понастоящем тази дублетност е премахната: книжовноезиковата норма не допуска форми като стоѐх, броѐх, мълчѐха, стоѐл, жужѐли и т.н.

### Трето спрежение
От трето спрежение са тези глаголи, които в 3 л. ед.ч. сегашно време завършват на -а или -я. Тази форма се нарича основа на глагола. Когато към нея се добавят окончанията от таблицата в началото на раздела, се получава спрежението в минало несвършено време. При тези глаголи ударението пада винаги върху основата и също не се мести при преход от сегашно към минало несвършено време.
Примери:
| спрежение  | III спрежение | III спрежение |
| ---------- | ------------- | ------------- |
| 1 л. ед.ч. | разбѝрах      | отва̀рях       |
| 2 л. ед.ч. | разбѝраше     | отва̀ряше      |
| 3 л. ед.ч. | разбѝраше     | отва̀ряше      |
| 1 л. мн.ч. | разбѝрахме    | отва̀ряхме     |
| 2 л. мн.ч. | разбѝрахте    | отва̀ряхте     |
| 3 л. мн.ч. | разбѝраха     | отва̀ряха      |

При глаголите от III спрежение, когато основата им завършва на я, то не се прегласява в е пред окончанието -ше във 2 и 3 л. ед.ч. на минало несвършено време.
По това глаголите от III спрежение се различават от другите две спрежения. Тази разлика е честа причина за грешки. Случва се двойка глаголи (от свършен и несвършен вид) да се различават във 2 и 3 л. ед.ч. на минало несвършено време само по буквите я и е пред окончанието -ше. В такъв случай замяната на единия глагол с другия води до промяна в смисъла.
Например глаголът забравя е от II спрежение, свършен вид (изразява еднократно действие) и формата му за 2 и 3 л. ед.ч. на минало несвършено време е забравеше:
Ако той забравеше да ми върне парите, щях да го подсетя.
А глаголът забравям е от III спрежение, несвършен вид (изразява многократно действие) и формата му за 2 и 3 л. ед.ч. на минало несвършено време е забравяше:
Когато той забравяше да ми върне парите, аз го подсещах.
Аналогична разлика има между миналите страдателни причастия:
забравен (еднократно) и забравян (многократно).

## Ударение
При преминаване от сегашно към минало несвършено време ударението на глагола не се мести.

## Съвпадеж с минало свършено време
Окончанията на глаголите в минало несвършено и минало свършено време съвпадат във всички числа и лица без 2 и 3 л. ед.ч. Това не означава непременно, че съвпадат и съответните глаголни форми, защото може да има разлика в основната гласна, например мѝслих е в минало свършено време, а пък мѝслех е в минало несвършено време. Същото се отнася и за миналите деятелни причастия: мѝслил е свършеното, а мѝслел е несвършеното минало деятелно причастие.
Обаче при глаголите от III спрежение и при някои други глаголи съвпадат всички форми за минало свършено и минало несвършено време с изключение на 2 и 3 л. ед.ч. Например отва̀рях, разбѝрахме, съвѐтвахте и търпя̀ха са форми едновременно за минало свършено и минало несвършено време. Същото важи и за причастията (във всички родове и числа): търпя̀л, разбѝрала, отва̀ряло и съвѐтвали са едновременно свършени и несвършени минали деятелни причастия. В тези случаи разликата може да се разбере само от контекста.

## Употреба
- Основната употреба на минало несвършено време е да изразява действия, които са се извършвали в минал ориентационен момент и не са били прекратени в него:
  - Еднократни действия в процес на извършване:
Когато се прибрах снощи, брат ми четеше някаква книга.
  - Повтарящи се действия в миналото (извършвани около някакъв минал ориентационен момент, макар и не точно в него):
Като малък ходех на училище всеки ден.
Когато го срещнах преди два месеца, той работеше като готвач.
- Минало несвършено време има и модална употреба „за досещане“, „за припомняне“: [1]
Ти утре кога заминаваше?
Действието ще се извърши в бъдеще. Говорещият пита, все едно че е получил сведението по-рано, но е забравил. Тук минало несвършено време е употребено модално („за припомняне“) вместо сегашно време, все едно че събеседникът е казал преди малко:
Утре заминавам в 10 часа.
На свой ред сегашното време в това изречение е използвано преносно вместо бъдеще време (за действие, което е било запланувано по-рано).

Тъй като глаголите от свършен вид изразяват завършено действие, те нормално не могат да се употребяват самостоятелно в минало несвършено време (нито в сегашно време). Могат обаче да се употребяват в подчинено изречение, защото там означават предстоящо действие (бъдеще в миналото):
След като ми кажеше всички подробности, щях да го оставя на спокойствие.
Тази употреба е аналогична на употребата на глаголи от свършен вид в подчинено изречение в сегашно вместо бъдеще време.
В минало несвършено време се употребяват самостоятелно (например в главно изречение или в просто изречение) поначало само глаголи от несвършен вид. Когато обаче се описва поредица от обичайно повтарящи се действия в миналото, могат да се използват глаголи и от двата вида.
Пример:
- Несвършен вид:
Сядаше вечер при огнището, сготвяше нещо вкусно, разказваше приказка на децата... Вкъщи ставаше спокойно и радостно.
- Свършен вид:
Седнеше вечер при огнището, сготвеше нещо вкусно, разкажеше приказка на децата... Вкъщи ставаше спокойно и радостно.
Въпреки че глаголите от първото изречение са употребени самостоятелно в минало несвършено време, подразбира се подчиненост на изречението. Действително, двете изречения могат да се свържат с подчинителна връзка:
Като седнеше вечер при огнището, сготвеше нещо вкусно и разкажеше приказка на децата, вкъщи ставаше спокойно и радостно.

Минало несвършено е основното описателно време, а минало свършено е основното разказвателно време в плана на миналото. Когато се употреби поредица от глаголи в минало свършено време, тя описва низ от последователно приключили действия. За тях може да се направи малък филм, който да отразява динамиката им; те обаче не могат да се поберат в един кадър. Напротив, дори да се употреби поредица от глаголи в минало несвършено време, действието няма да се придвижи напред, а ще остане в един и същи миг от миналото. Поредица от глаголи в минало несвършено време описва едно и също състояние, един кадър от филма, тоест нещо, което може да се нарисува или фотографира.
Пример (текст от Св. Минков):
Непознатият натисна звънеца. Някъде между стените на къщата избръмча сякаш заплетена в паяжина муха, после се чуха леки стъпки, в бравата щракна ключ, вратата се отвори. На прага стоеше стара жена, наметната с шал. Малките ѝ нозе бяха обути в грамадни вълнени пантофи, посивялата ѝ коса излъчваше сребристо сияние в мрака.